# Alice Franz
Alice Franz-Engelbrecht (* 19. Mai 1912 in Krefeld; † 23. September 2011 in München) war eine deutsche Schauspielerin und Synchronsprecherin.

## Leben
Ab 1937 trat sie immer wieder in Filmen auf, so hatte sie erstmals eine Nebenrolle als eine Hotelangestellte in Wenn Frauen schweigen und in Starke Herzen verkörperte sie eine aufständische Kommunistin vom Rollkommando. In bekannten Fernsehserien wie in Lindenstraße (1991–1992), in Forsthaus Falkenau (1993) und in Tatort (1998) war sie auch zu sehen.
Seit Anfang der 1970er Jahre war sie auch als Synchronsprecherin tätig. In den damaligen Zeichentrick-Kinderserien Heidi (1974), Sindbad (1975) und Biene Maja (1975) übernahm sie Sprechrollen von reiferen weiblichen Figuren. Außerdem synchronisierte sie in mehreren Filmen.
In der Fernsehserie Die Simpsons sprach sie, als Nachfolgerin von Margit Weinert, Agnes Skinner in den Staffeln 14–15 und wurde dann ab Staffel 16 von Eva-Maria Lahl abgelöst. Bereits in den ersten Staffeln synchronisierte sie zahlreiche Charaktere.

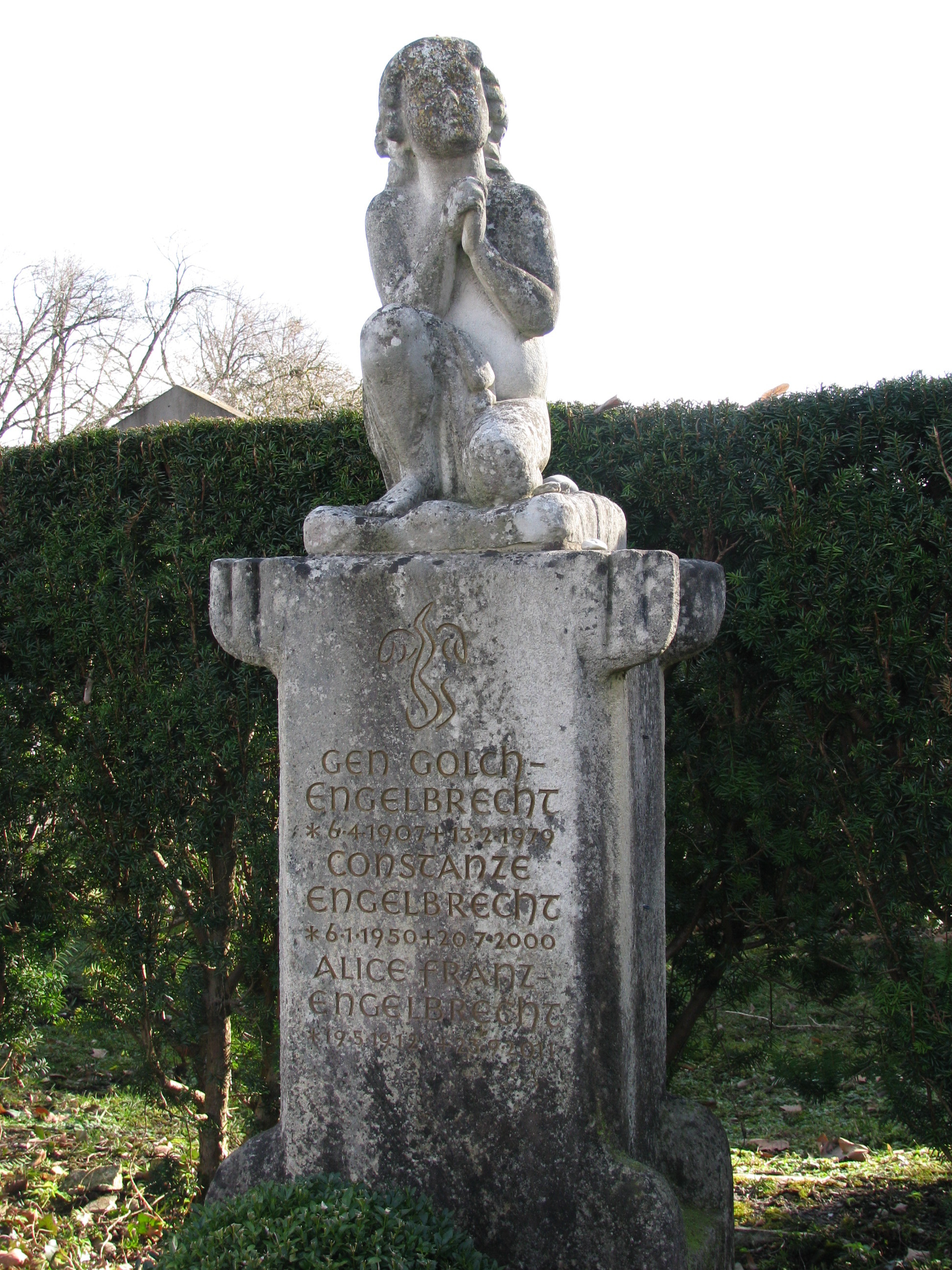
Grab von Alice Franz-Engelbrecht auf dem Münchner Nordfriedhof

Alice Franz war mit dem Bildhauer Gen Golch-Engelbrecht verheiratet. Aus dieser Ehe gingen ein Sohn und eine Tochter, die Schauspielerin Constanze Engelbrecht, hervor. Alice Franz war die Großmutter von Julie Engelbrecht. Sie verstarb am 23. September 2011 im Alter von 99 Jahren und wurde am 30. September 2011 auf dem Nordfriedhof in München beigesetzt.

## Synchronisation (Auswahl)
Denise Grey
- 1980: La Boum – Die Fete … als Poupette
- 1982: La Boum 2 – Die Fete geht weiter … als Poupette

Jerry Nelson
- 1983–1987: Die Fraggles … als Majorie, die Müllhalde
- 1987: Die Muppets feiern Weihnachten … als Ma Bär

Mary Wickes
- 1992: Sister Act – Eine himmlische Karriere … als Schwester Mary Lazarus
- 1993: Sister Act 2 – In göttlicher Mission … als Schwester Mary Lazarus
- 1996: Der Glöckner von Notre Dame … als Laverne

### Filme
- 1940: Doris Lloyd in Das Geheimnis von Malampur … als Mrs. Cooper
- 1963: Elisabeth Stiepl in Maskenball bei Scotland Yard … als Tante Neme Bonetti
- 1984: Hilda Gobbi in Ein irres Feeling … als Julies Großmutter
- 1985: Vergeßt Mozart … als Madame Salieri
- 1985: Rose Marie als Der Schrecken der London Bridge … als Alma Bellock
- 1986: Susse Wold in Walhalla … als Elda
- 1990: Amzie Strickland in Pretty Woman … als Matron
- 1990: Billie Bird in Kevin – Allein zu Haus … als Frau am Flughafen
- 1996: Pepolino und der Schatz der Meerjungfrau … als Großmutter
- 1997: Mitsuko Mori in Prinzessin Mononoke als Seherin

### Serien
- 1959–1963: Spring Byington in Am Fuß der blauen Berge … als Daisy Cooper
- 1976: Sachiko Chijimatsu und Toshiko Sawada in Die Biene Maja … als Schneckenmutter und Hornissenkönigin
- 1977: Natsuko Kawaji in Heidi … als Großmutter Sesemann
- 1978: Junko Horie in Sindbad … als Hexe Tabasa
- 1979: Dominique Marcas in Die Insel der 30 Tode … als Sidonie Archignat
- 1981: Doctor Snuggles (sechs Folgen) … als Oma Kuschel
- 1991: Julie Kavner in Die Simpsons … als Jacqueline Bouvier

## Filmografie
- 1937: Wenn Frauen schweigen
- 1937/53: Starke Herzen
- 1941: Komödianten
- 1944/49: Das Gesetz der Liebe
- 1965: Don Quijote von der Mancha (Miniserie, drei Folgen)
- 1967: Lichtschacht (Fernsehfilm)
- 1968: Schichtwechsel (Fernsehfilm)
- 1968: Madame Bovary (Fernsehfilm)
- 1983: Thérèse Humbert (Fernsehfilm)
- 1984: Verkehrsgericht (Fernsehserie, Folge Christine C. verließ den Unfallsort)
- 1991: Der Gute Kurt
- 1991–1992: Lindenstraße (Fernsehserie, vier Folgen)
- 1992: Verkehrsgericht (Fernsehserie, Folge Unfallflüchtig 2 Alte Damen)
- 1993: Forsthaus Falkenau (Fernsehserie, Folge Die Taufe)
- 1994: Lutz & Hardy (Fernsehserie, Folge Kassensturz)
- 1994: Halali oder der Schuss ins Brötchen
- 1997: Schloss Orth (Fernsehserie, zwei Folgen)
- 1997: Muttertag
- 1998: Tatort: Gefallene Engel (Filmreihe)
- 1999: Menschenjagd (Fernsehfilm)
- 2000: Harte Jungs
- 2000: Eine Hand schmiert die andere (Fernsehfilm)
- 2000: Altweibersommer (Fernsehfilm)
- 2001: Am Anfang war die Eifersucht (Fernsehfilm)
- 2002: Wen küsst die Braut? (Fernsehfilm)